# Robert Karśnicki
Robert Karśnicki, né le 20 mai 1972 à Łódź, est un coureur cycliste polonais spécialiste de la piste.

## Palmarès sur piste

### Jeux olympiques
- Barcelone 1992
  - 11e de la poursuite individuelle
- Atlanta 1996
  - 12e de la poursuite individuelle

### Coupe du monde
- 1995
  - 3e de la poursuite par équipes à Tokyo
- 1997
  - 3e de la poursuite par équipes à Fiorenzuola
  - 3e de la poursuite par équipes à Adélaïde
- 1998
  - 3e de la poursuite individuelle à Cali
- 1999
  - 2e de la poursuite individuelle à Mexico
  - 4e du classement général de la poursuite individuelle
- 2000
  - Classement général de la poursuite individuelle
  - 2e de la poursuite individuelle à Ipoh
  - 2e de la poursuite par équipes à Ipoh
  - 3e de la poursuite individuelle à Turin
- 2001
  - 4e du classement général de la poursuite individuelle

### Championnats d'Europe
- 1998
  -  Médaillé de bronze de l'omnium
- 1999
  -  Champion d'Europe de l'omnium

### Championnats nationaux
- Champion de Pologne de poursuite de 1992 à 2002
- Champion de Pologne de poursuite par équipes en 1994, 1995 et de 1997 à 2000 (2e en 1991, 1992 et 1996)

## Palmarès sur route
- 1998
  - 3e étapes de CCC Tour
- 1999
  - Prologue CCC Tour
  - 2e étapes de l'Energa Tour (contre-la-montre)